# Tre trattati tedeschi di alchimia
(Paolo Lucarelli)

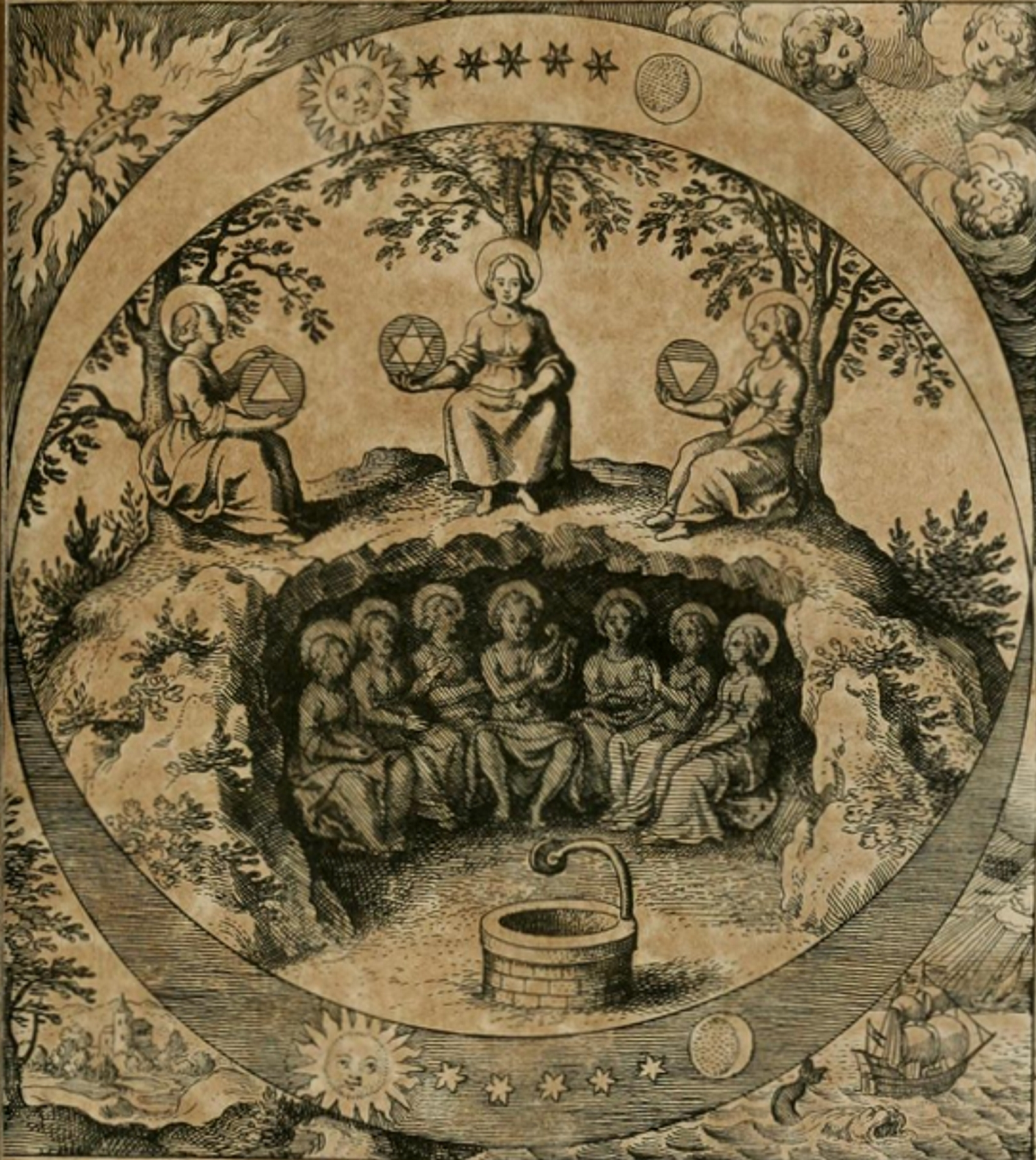
Frontespizio dal Musaeum Hermeticum

Nel 1625 esce in Germania il Musaeum Hermeticum che riuniva una serie di scritti in latino tradotti dal tedesco.
Fra questi: 
- il Tractatus Aureus de Lapide Philosofico ab Anonymo vero tamen Lapidis Possessore Conscriptus
- l'Aureum Secolum Redivivum Henrici Mathadani
- e l'Hydrolitus Sophicus, seu Aquarium sapientum.

I tre trattati sono stati tradotti da Paolo Lucarelli, e intitolati rispettivamente: Trattato Aureo della Pietra Filosofale di anonimo; Aureo Secolo Redivivo, firmato da Enrico Madhatanus, e Idrolito Sofico o L'Acquario dei Saggi di anonimo, ma attribuito a un certo Johann Ambrosius Siebmacher.
Vengono attribuiti alla «Rosacroce d'Oro» (Golden und Rosenkreutz) che non andrebbe confusa con il cosiddetto movimento rosacruciano, celeberrimo per i suoi due manifesti. Questi tre libri di alchimia assumono particolare valore perché «si incomincia a perdere il laboratorio in favore dell'oratorio», vale a dire che inizia in essi quella tendenza deleteria che porterà il necessario spirito sperimentale a cedere il passo al solo spirito devozionale.